# Rodrigo Vergilio
Rodrigo Vergilio, auch einfach nur Careca genannt, * 13. April 1983 in Pederneiras, ist ein brasilianischer Fußballspieler.

## Karriere
Das Fußballspielen erlernte Careca bei SE Matonense und Corinthians São Paulo in São Paulo. Seinen ersten Vertrag unterschrieb er bei seinem Jugendverein SE Matonense in Matão. Über EC Noroeste wechselte er 2004 nach Japan, wo er sich dem Ventforet Kofu aus Kōfu anschloss. Nach vier Spielen kam er im gleichen Jahr wieder in seine Heimat Brasilien zurück. Hier spielte er u. a. für AA Flamengo, São Bernardo FC, Grêmio Barueri und Comercial FC (Ribeirão Preto). 2007 ging er wieder nach Japan und unterzeichnete hier einen Vertrag bei Thespakusatsu Gunma, einem Verein, der in J2 League spielte und in Maebashi beheimatet ist. Zum Ligakonkurrenten Cerezo Osaka und anschließend Shonan Bellmare wechselte er im Jahr 2008. Im gleichen Jahr ging er in den Nahen Osten. Hier spielte er für al-Nasr SC, al Kuwait SC, al-Nasr Sport Club, al-Shaab und Dibba al-Fujairah Club. Im August 2013 ging er zu seinem ehemaligen Verein São Bernardo FC. Mit dem Klub feierte er 2013 die Copa Paulista Anschließend wechselte er zu Náutico Capibaribe. 2015 ging er in den Fernen Osten und unterzeichnete einen Vertrag beim thailändischen Erstligisten Navy FC, einem Verein, der an der Ostküste in Sattahip beheimatet ist. Mit der Navy spielte er 15-mal in der ersten Liga, der Thai Premier League. 2016 spielte er für den Ligakonkurrenten Chonburi FC in Chonburi. Nach einem Jahr kehrte er wieder zur Navy nach Sattahip zurück. Hier spielte der Publikumsliebling bis Mitte 2018. Nach Differenzen mit dem Verein wechselte er nach Suphanburi zum Ligakonkurrenten Suphanburi FC. Nach drei Monaten in Suphanburi ging er im August 2018 wieder in seine Heimat und schloss sich seinem ehemaligen Verein São Bernardo FC aus São Bernardo do Campo an. Im Dezember 2018 beendete er seine Karriere als aktiver Fußballspieler.

## Erfolge
Chonburi FC
- FA Cup: 2016

al Kuwait SC
- Kuwait Crown Prince Cup: 2010

São Bernardo FC
- Staatspokal von São Paulo: 2013